# György Arnold
György Arnold   (Taksony, 5 de juny de 1781 - Subotica, 25 d'octubre de 1848) compositor, director d'orquestra, organista de l'església.

## Biografia
El seu pare cantor, József Arnold, li va ensenyar música, i després Pál Pöhm, l'organista de la catedral de Kalocsa. Va passar la seva infantesa a la feina del seu pare, i després a Hajós, i més tard a Pécs. Es va preparar per a la carrera de dret i es va convertir en professor i compositor a temps complet.
De molt jove, amb només dinou anys, el 19 d'abril de 1800 va presentar la seva sol·licitud per al càrrec de canceller de l'església de Szent Teréz a Szátka amb la recomanació del seu mestre Pál Pöhm. Com a director musical de la catedral, se li atribueix l'inici de l'educació musical regular. Després, durant els seus cinquanta anys d'activitat a Szatka, va formar un cor i una orquestra sencers, l'iniciador de la vida de la música clàssica a la ciutat en molt ràpid desenvolupament. Se li atribueix l'organització del primer concert oficial a Subotica, que es va presentar el 1809.
La seva reputació va créixer més enllà de Subotica, tant més perquè va nodrir conscientment les seves relacions amb les moltes cultures que vivien en simbiosi a la Regió Sud. A més de l'hongarès, la seva llengua materna, parlava llatí i alemany, i també va aprendre la llengua de la comunitat nacional de Bunyevác, que en aquells moments estava molt poblada a Subotica.
El primer gran compositor de Subotica va ser enterrat a la cripta de l'església de Santa Teresa (avui catedral de Santa Teresa d'Àvila).

## Les seves obres
L'any 1819, el seu himne de l'església es va imprimir en Oszék en dialecte bunyeva, amb el títol: Pismenik iliti skupljenje pisama za nadiljne, svetačne is ostale dneve priko godine podobnih, za vechu slavu boxju is kriposli huklinkodu G nadiljne.
Quan el papa Pius VII va ser alliberat de la captivitat francesa i li va retre homenatge amb un ofertori. Per aquest motiu, va rebre un prestigiós reconeixement eclesiàstic, l'anomenat va rebre una carta del cap de l'església.
Va escriure un ofertori per a la coronació del papa Lleó XII, pel qual també va obtenir un alt reconeixement eclesiàstic. Està documentada la seva generosa oferta al Székesfehérmegyei Színtársulat, segons la qual els compon obres corals i melodrames de temàtica nacional sense remuneració.
Va escriure una enciclopèdia musical de quatre volums. La seva primera obra, titulada Simon Kemény, va ser presentada el 10 de juliol de 1826, que va obtenir per a l'obertura del teatre al gran cafè de Szátka. El 1832, va escriure l'òpera Mátyás király választása (va compondre l'obra juntament amb József Heisch). El seu melodrama A Gotthardhegyi bosörkány es va interpretar en concert a Buda, Szabadka i Debrecen.
Entre les seves obres, a més de la música d'església (misses, ofertoris, llibrets, himnes) i les seves obres escèniques més conegudes, hi ha nombroses obres populars, danses hongareses, obertures orquestrals, marxes fúnebres per a piano i romanços.
Encara hi ha algunes de les seves partitures, que no estan del tot completes, a la biblioteca de partitures de l'església de Terez a Szatka.